# Nervas forum
Nervas forum, även kallat Forum transitorium, på grund av all trafik som passerade där, är ett av de fem antika kejsarfora i Rom.
Mellan Vespasianus forum och de tre äldre fora passerade Argiletum, ett av det antika Roms huvudstråk. Denna bit av gatan gavs en monumental utformning av Vespasianus son, Domitianus. Detta nya forum invigdes emellertid av efterträdaren Nerva år 97. Det har en långsträckt form; på långsidorna öppnade sig portar mot de andra anläggningarna och framför avgränsningsmurarna stod kolonner som bar en attika med en rikt skulptural utsmyckning. Av detta har två korintiska kolonner med en bit av attikan och muren överlevt, de så kallade colonnacce, "kolonnrackarna".

## Frisen
Frisen är dekorerad med reliefer som framställer gudinnan Minerva i sällskap med kvinnor som spinner och väver. På frisen visas även myten om Arachne, en kvinna som utmanade Minerva i vävning. Enligt Ovidius Metamorfoser (bok VI) förvandlades Arachne, för sin uppstudsiga oförskämdhet, till en spindel, dömd att för alltid spinna sin väv.

## Bilder
| - Minerva avbildad på attikan. - Minerva straffar Arachne. Detalj från den dekorerade frisen. |